# Sesto Appuleio (console 29 a.C.)
Sesto Appuleio (in latino Sextus Appuleius; 61 a.C. circa – dopo l'8 a.C.) è stato un politico e militare romano.

## Biografia

### Origini familiari
La madre era Ottavia maggiore, figlia di Gaio Ottavio e sorellastra del futuro imperatore Ottaviano Augusto. Il padre si chiamava anch'egli Sesto Appuleio e fu fatto patrizio da Gaio Giulio Cesare, ottenendo un funerale di stato. Viene raffigurato sulla'Ara Pacis. Ebbe, inoltre, un fratello di nome Marco Appuleio, console nel 20 a.C. Si sposò con una Quintilia (sorella di Publio Quintilio Varo) da cui ebbe un figlio di nome Sesto Appuleio, console nel 14.

### Carriera politica
Divenne console nel 29 a.C. e proconsole in Spagna nel 28-27 a.C. durante il periodo delle guerre cantabriche, per le quali ottenne un trionfo nel 26 a.C.. Nel 22-22 a.C., per un biennio, ottenne il proconsolato in Asia, e subito dopo potrebbe aver fatto parte del collegio degli Arvali attorno al 21-20 a.C.. Presenziò nel 13 a.C. ai funerali di Marco Vipsanio Agrippa insieme a Tiberio Claudio Nerone, Publio Quintilio Varo e Iullo Antonio. Ad Appuleio fu, infine, affidato l'Illirico nell'8 a.C. come successore di Tiberio, ed a lui successe attorno al 6 a.C. Lucio Domizio Enobarbo.